# David H. Armstrong
David H. Armstrong (Új-Skócia, 1812. október 21. – Saint Louis, 1893. március 18.) az Amerikai Egyesült Államok szenátora (Missouri, 1877–1879).